# Condylomata acuminata

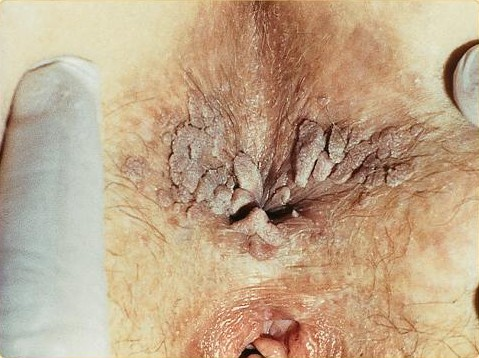
Mehrere Feigwarzen um den Anus

Bei Condylomata acuminata – auch unter dem Begriff Feigwarzen, Feigblattern, Feuchtwarzen und Genitalwarzen bekannte Warzen – oder kurz Kondylomen handelt es sich um eine Viruserkrankung. Feigwarzen sind kleine, weiche rosa Warzen (papillomatöse Fibroepitheliome), die am häufigsten an den Schamlippen, am Penisschaft und auf der Vorhaut vorkommen, sich aber auch um den Enddarm oder in der Mundhöhle befinden können. Sie sind neben Herpes genitalis und Chlamydiose eine der häufigsten sexuell übertragbaren Erkrankungen.

## Erreger
Feigwarzen werden zu 90 % durch Niedrigrisikotypen des humanen Papillomvirus (HPV) verursacht. Die auch Kondyloma-Viren genannten Erreger sind kugelförmige, unbehüllte, doppelsträngige DNA-Viren (dsDNA), die zu den Papillomaviridae gehören, und von denen insgesamt 200 verschiedene (davon ca. 40 anogenitale) Typen bekannt sind. Die anogenitalen HPV-Typen werden in Niedrigrisikotypen (z. B. 6 und 11) und Hochrisikotypen (z. B. 16 und 18) unterschieden. Während eine persistierende Infektion mit Hochrisikotypen das Risiko für bestimmte Krebsformen (v. a. Gebärmutterhalskrebs, in seltenen Fällen aber auch für Peniskarzinom, Analkrebs und Krebs im Mund-Rachen-Raum) erhöht, besitzen Veränderungen durch Niedrigrisikotypen kaum Entartungspotenzial.

## Übertragung und Verbreitung
Grundsätzlich werden die Krankheitserreger durch Kontaktinfektion beziehungsweise Schmierinfektion übertragen.
Damit ist es theoretisch möglich, dass HP-Viren bei fast allen Haut-zu-Haut-Kontakten übertragen werden können, Hauptursache für eine Infektion ist aber der ungeschützte Geschlechtsverkehr. Eine Infektion auf anderen Wegen, z. B. in der Sauna, beim Baden oder sogar auf Türklinken, ist zwar möglich, aber höchst selten.
Aufgrund des Infektionsweges von HPV bieten Kondome keinen völligen Schutz. Eine Studie zur Schutzwirkung von Kondomen vor HPV hat aber ergeben, dass sich durch konsequenten Kondomgebrauch im Laufe eines Jahres ca. 70 % aller HPV-Infektionen verhindern lassen.
Global gesehen steigt die Anzahl an Neuinfektionen mit Feigwarzen kontinuierlich an. Es existieren verschiedene Hypothesen über die Ursache dieser Entwicklung. Eine davon lautet, dass die bei Intimrasuren entstehenden kleinen Verletzungen das Risiko für Feigwarzen begünstigen und immer mehr Menschen sich im Intimbereich rasieren. Die Haupt-Risikofaktoren bleiben dennoch:
- ungeschützter Geschlechtsverkehr, besonders wenn er mit mehreren Personen und in jungen Jahren ausgeführt wird
- Faktoren, die die Immunabwehr des Körpers schwächen, wie Stress, Rauchen, Immunsuppressiva.

Darüber hinaus wird auch empfohlen, Unterwäsche heiß zu waschen, da die HP-Viren bei 55 °C inaktiviert werden.
Etwa 1 % bis 2 % der sexuell aktiven Bevölkerung haben sichtbare Feigwarzen. Darüber hinaus weisen ca. 5 bis 10 % der Bevölkerung subklinische HPV-assoziierte Läsionen im Anogenitalbereich auf, die mit bloßem Auge nicht zu erkennen sind und in der Regel nicht diagnostiziert werden. Bei ca. 60 % der Bevölkerung lassen sich Antikörper gegen HPV im Blut finden, die eine frühere Infektion nachweisen. Das Risiko, im Laufe des Lebens eine HPV-Infektion durchzumachen, wird folglich mit zwischen 75 % und 80 % beziffert.
Aufgrund der hohen Infektiosität und Verbreitung ist eine HPV-Infektion eine fast zwangsläufige Konsequenz sexueller Kontakte. Fünf Jahre nach Beginn ihrer sexuellen Aktivität haben sich ca. 70 % aller Frauen mit mindestens einem anogenitalen HPV-Typ infiziert.
Zwischen 64 und 70 % der männlichen Beziehungspartner von Frauen, die unter einer zervikalen HPV-Erkrankung leiden, weisen wiederum – wie mehrere Studien zeigen – ihrerseits HPV-assoziierte Läsionen am Penis auf.

## Lokalisation
Eine feuchte und warme Umgebung begünstigt die Entwicklung von Feigwarzen, daher finden sie gerade in Hautrissen im Genital- und Analbereich ideale Wachstumsbedingungen vor. Feigwarzen bleiben auf Grund ihres Typus lokal beschränkt. Bei beiden Geschlechtern finden sich Feigwarzen somit im Analbereich, seltener im Enddarm. Bei der Frau sind vor allem die Schamlippen sowie die Scheide, seltener Gebärmutterhals betroffen. Beim Mann können die Eichel, die Vorhaut am Penis und auch der Hodensack befallen sein.

## Krankheitsverlauf und Symptome
Zwischen der Infektion und dem ersten Auftreten der Feigwarzen liegt eine Ausbruchszeit von einigen Tagen oder Wochen bis zu mehreren Monaten – und in sehr seltenen Fällen auch Jahren. Allerdings muss nicht jede Infektion zwingend zu einer Warze führen. Die HP-Viren persistieren in den Stachel- und Plattenepithelzellen der Epidermis. Somit sind die Betroffenen zwar Virusträger, aber die Krankheit bricht nicht aus. Man spricht in so einem Fall auch von einer stummen Infektion.
Die Mehrzahl der Infektionen verläuft ohne klinische Symptome und ist nach einiger Zeit selbst mit aufwendigen Methoden nicht mehr nachweisbar. In etwa 30 % der Fälle heilen aufgetretene Feigwarzen von selbst wieder ab.
Die Krankheitserreger bilden in der Genitalregion oder am After meist kleine Warzen, die papillomatösen Fibroepitheliome, die zur Beetbildung neigen und dann konfluierende (sich vereinigende) Warzen ausbilden. Kleinere Herde weisen dabei meist keine Symptome auf, größere können schmerzhafte Einrisse, Spannungsgefühl und ein Sekundärekzem verursachen.
Insgesamt ist die Erkrankung selbst unbehandelt nicht tödlich, kann jedoch erheblichen negativen Einfluss auf die (sexuelle) Lebensqualität des Patienten erlangen. Ein eventuell betroffener Partner sollte sich dabei unbedingt auch auf das HP-Virus untersuchen und gegebenenfalls behandeln lassen, damit es nicht zu einer wiederholten gegenseitigen Infektion kommt.
Condylomata acuminata werden nahezu immer durch Niedrigrisikotypen (in über 90 % der Fälle durch HPV 6 oder 11) verursacht, die nicht als kanzerogen gelten. Bei einer jahrelangen Erkrankung und nicht ausreichender Behandlung können Feigwarzen trotzdem entarten, bei Frauen etwas häufiger als bei Männern. Deshalb wird zu einer Behandlung geraten.
Gelegentlich entstehen nämlich auch sehr große Tumoransammlungen, welche als Condylomata gigantea oder Buschke-Löwenstein-Tumoren bezeichnet werden. Sie zeichnen sich durch destruierendes Wachstum und benigne Entartung aus. Unbehandelt können sie auch aufbrechen und stark bluten.

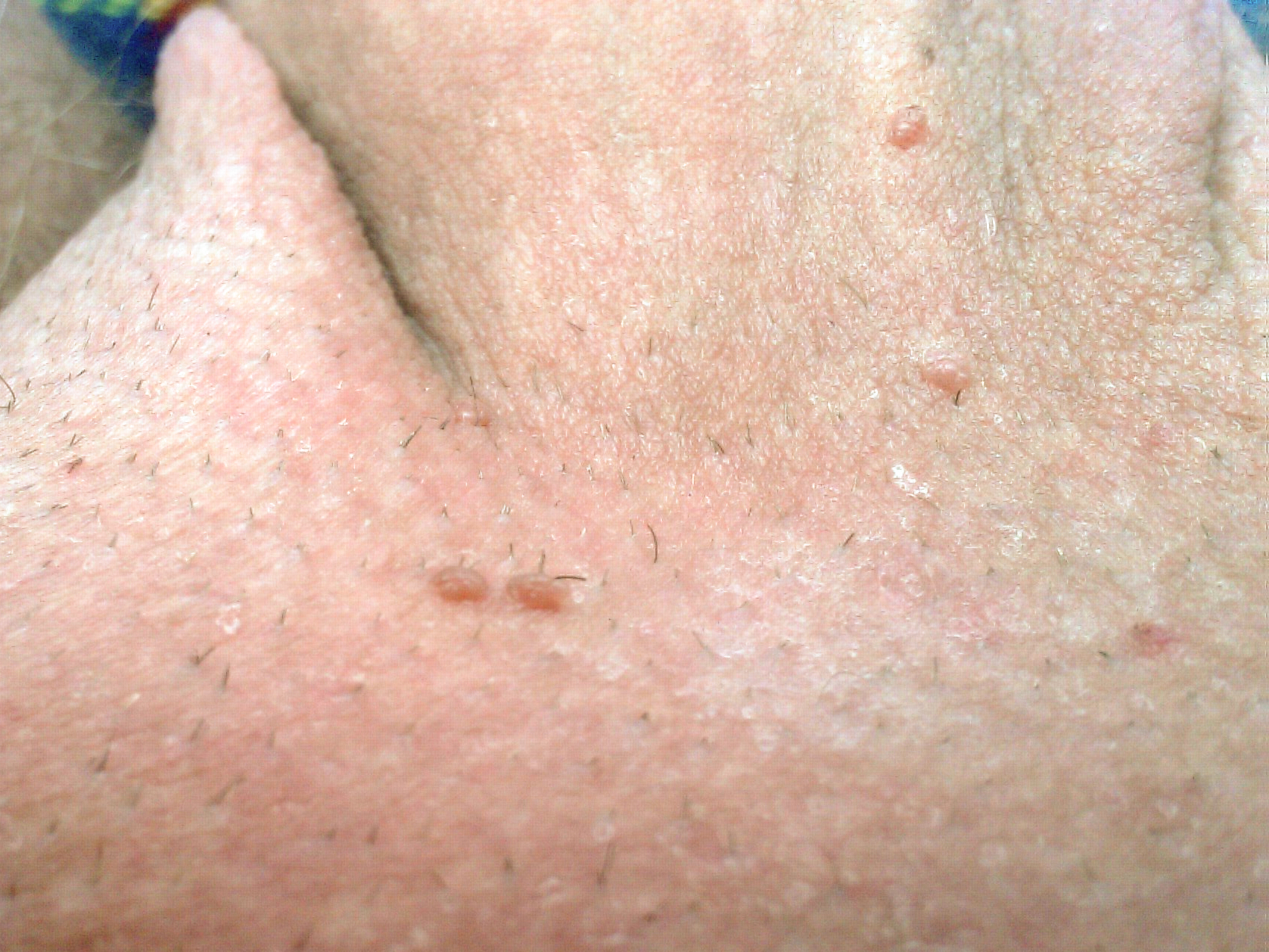
Feigwarzen im rasierten Schambereich an Peniswurzel, ca. 6 bis 10 Monate nach Infektion
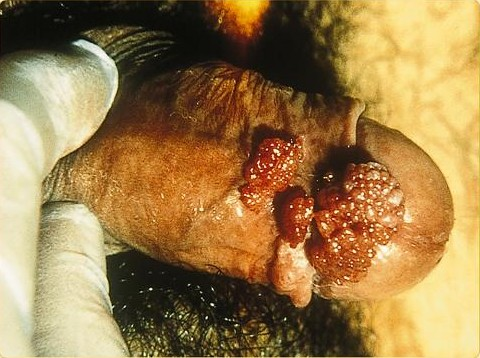
Stark ausgeprägter Feigwarzenbefall am Penis
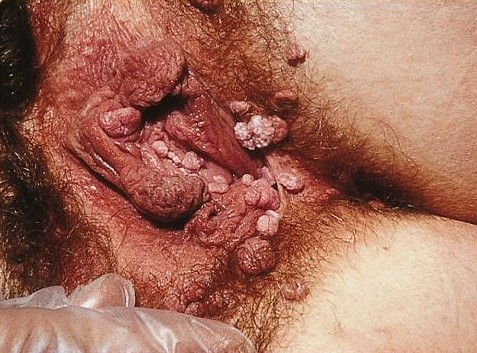
Stark ausgeprägter Feigwarzenbefall in der Vulva

## Diagnostik
In der Regel erfolgt aufgrund des charakteristischen Erscheinungsbildes nur eine Blickdiagnose. Bei unklarem klinischen Bild stehen dem behandelnden Arzt weitere diagnostische Maßnahmen offen.
- Essigsäuretest: Eine drei- bzw. fünfprozentige Essigsäure färbt betroffene Areale weißlich. Hierbei können eher unauffällige Zellveränderungen sichtbar gemacht sowie die Ausbreitung besser eingeschätzt werden, falls die Kondylome chirurgisch entfernt werden sollen. Allerdings ist der Essigsäuretest unspezifisch und wenig sensitiv, d. h. sich verfärbende Areale sind nicht zwingend HPV-assoziiert. Falls sich verdächtige Areale nicht verfärben, bedeutet dies aber auch nicht zwingend, dass es sich nicht um Kondylome handelt. Daher kann der Test nur von einem erfahrenen Arzt richtig interpretiert werden.
- Histologische Untersuchung: Eine Gewebeprobe kann im Labor histologisch untersucht werden. Insbesondere Koilozyten gelten als Marker für HPV-assoziierte Hautveränderungen. Es finden sich aber auch zum Teil Hyper- und Parakeratosen.[20]
- Virusnachweis: Der Nachweis von HPV-DNA gehört nicht zu der Routinediagnostik bei Condylomata acuminata. Dennoch ist ein Test per Abstrich von einer verdächtigen Stelle möglich. Als Testmethoden sind Sondentests (weit verbreitet, günstig, differenziert zwischen High und Low Risk) von Tests durch eine Polymerase-Kettenreaktion (PCR) (teuer, sehr sensitiv, erlaubt die Bestimmung des exakten Virustyps) zu unterscheiden. Die PCR zeichnet sich im Vergleich durch eine deutlich höhere Sensitivität und Spezifität aus.[21]
- HPV-Serologie: HPV-Infektionen verlaufen ohne Virämie. Daher lassen sich die Viren nicht im Blut nachweisen. Der Nachweis von Antikörpern ist wissenschaftlichen Untersuchungen vorbehalten und aufgrund der hohen Durchseuchung ohne diagnostischen Nutzen.
- Durch eine Kolposkopie, Anoskopie, Proktoskopie und bzw. oder Urethroskopie können „innere“ Kondylome ausgeschlossen werden. Vor derartigen Untersuchungen sollten äußere Kondylome entfernt werden, weil ansonsten die Gefahr besteht, die Infektion durch die Untersuchung selbst zu verschleppen.[19]

## Differentialdiagnosen
Eine Infektion mit Niedrigrisikotypen wie HPV 6 oder HPV 11 ist von einer Infektion mit HPV 16 und HPV 18 abzugrenzen, da bei Frauen mit einer Infektion der letztgenannten Typen die Gefahr besteht, an Gebärmutterhalskrebs zu erkranken. Differenzialdiagnostisch sind Condylomata acuminata insbesondere von anderen gutartigen Tumoren (z. B. Fibromen), heterotopen Talgdrüsen, Hirsuties papillaris penis, Hirsuties vulvae, Hymenalresten, prämalignen und malignen Veränderungen sowie anderen Infektionen (z. B. Condylomata lata durch Lues), auch Fokale epitheliale Hyperplasie zu unterscheiden. Die veralteten Bezeichnungen Feigwarzen (von mittelhochdeutsch vīcwarze) und Feigblattern bezogen sich vom Mittelalter bis in die Neuzeit sowohl auf die Condylomata acuminata als auch auf Hämorrhoidalknoten bzw. Hämorrhoiden (II. bis III. Grades mit blutigem Ausfluss) und Marisken. Um die Diagnose abzusichern, kann eine histologische Untersuchung und/oder ein Virusnachweis durchgeführt werden.

## Komplikationen
Da HPV häufig in Zusammenhang mit einem erhöhten Krebsrisiko genannt wird, sei darauf hingewiesen, dass eine alleinige Infektion mit Niedrigrisikotypen, die Condylomata acuminata auslösen, das Krebsrisiko in der Regel nicht erhöht. Da Hochrisikotypen aber den identischen Infektionsweg wie Niedrigrisikotypen haben, ist bei Condylomata acuminata eine parallele Infektion mit einem Hochrisikotyp nicht ausgeschlossen. Erste Studien weisen darauf hin, dass Patienten mit Condylomata acuminata eine vergleichsweise hohe Gefahr haben, zusätzlich mit einem Hochrisikotyp infiziert zu sein, weswegen ein routinemäßiger HPV-Test auf Hochrisikotypen (per Abstrich vom Gebärmutterhals) durchaus gerechtfertigt scheint. Falls Hochrisikotypen nachgewiesen werden, ist die Persistenz der Infektion zu überprüfen. In aller Regel kann das Immunsystem die Infektion erfolgreich bekämpfen, so dass sie nach zwei Jahren bei den meisten Frauen nicht mehr nachzuweisen ist. Falls die Infektion mit Hochrisikotypen aber persistiert, erhöht sich deutlich das Risiko, an Gebärmutterhalskrebs zu erkranken.
Größere Kondylome (insbesondere Condylomata gigantea) können den Geburtskanal behindern, was eine Geburt durch Kaiserschnitt notwendig erscheinen lassen kann. Generell kann ein Kaiserschnitt das Risiko einer Übertragung von HPV auf das Kind mindern, aber nicht zuverlässig verhindern.
In seltenen Fällen kann es nach der Übertragung von Niedrigrisikotypen während der Geburt auf das Neugeborene zu einer Larynxpapillomatose kommen.

## Behandlung

### Ärztliche Eingriffe
Neben der chirurgischen Entfernung ist eine Warzenentfernung mit Laser, Elektrokoagulation, Kauterisierung (Verbrennung mit Kauter) oder Kryotherapie (Vereisung) möglich. Bei der Vereisung wird mit flüssigem Stickstoff oder anderen Vereisungssprays versucht, die Warzen zu entfernen.
Nach der Entfernung kann es zu Schwellungen und Narbenbildung kommen. Sollen Kondylome auch am After behandelt werden, besteht die Gefahr, dass der Schließmuskel verletzt wird, so dass er entweder nicht mehr schließen kann oder seine Dehnfunktion verliert, mit der möglichen Folge einer Inkontinenz.

### Medikamentöse Behandlung
- Bei einer Kauterisierung durch Verätzung erfolgt eine Behandlung mit den verschiedensten Mitteln wie Salicylsäurelotionen, Trichloressigsäure, Monochloressigsäure oder Silbernitrat. Viele gängige „begrenzt viruzide“ Desinfektionsmittel eignen sich nicht zur Desinfektion, da es sich bei HPV um ein unbehülltes Virus handelt.
- Bei einer äußerlichen zytostatischen Behandlung werden Medikamente wie Podophyllotoxin oder 5-Fluoruracil aufgetragen. Die Behandlung mit Podophyllin gilt mittlerweile als obsolet aufgrund von erhöhter Toxizität und des Verdachts karzinogener Effekte.[26] Als Ersatz dafür gibt es heute den aus Podophyllin isolierten und deutlich verträglicheren Hauptwirkstoff Podophyllotoxin in Form einer Salbe (Wartec) oder einer Lösung (Condylox) zur Heimanwendung.
- Isotretinoin hat sich in experimenteller Anwendung als effektiv in Fällen von Feigwarzen gezeigt, die durch andere Therapien nicht behandelt werden konnten. Aufgrund der starken Nebenwirkungen von Isotretinoin wird diese Therapie jedoch selten durchgeführt. Es gibt nur wenige Studien über die Anwendung von Isotretinoin bei Genitalwarzen, und diese Therapie ist off-label.[27][28]
- Stärkung der Immunabwehr zur Bekämpfung der warzenverursachenden Viren mit Medikamenten wie etwa Interferon, Sinecatechinen (Grünteeextrakte) (Veregen, VeregenRX) und Imiquimod (Aldara) provoziert eine lokal begrenzte Entzündung, regt die lokale Produktion von Antikörpern an und führt zu einer vermehrten Produktion von Interferonen, die tumorhemmend wirken. Im Schnitt ist eine konsequente Therapie mit Imiquimod-Salbe bei jedem zweiten Patienten erfolgreich. Nach einer erfolgreichen Therapie mit Imiquimod soll die Rezidivquote niedriger als bei den anderen verfügbaren Therapieformen sein. Daher wird die Creme teilweise auch zur postoperativen Rezidivprophylaxe verschrieben. Polyphenon E Salbe (Veregen) hat, ähnlich wie Imiquimod eine immunmodulierende Wirkung und erzielte in Zulassungsstudien ähnliche Erfolgsquoten mit einer niedrigen Rezidivquote.[29]

Alle genannten Behandlungsmethoden können aufgrund der exponierten Position der betroffenen Körperstellen mit mehr oder weniger schmerzhaften Irritationen einhergehen. Zudem ist die Therapie häufig langwierig und erfordert ein hohes Maß an Disziplin von den Patienten. Die Existenz eines Ping-Pong-Effekts ist umstritten. Konsequenter Kondomgebrauch scheint aber den Heilungsverlauf zu unterstützen. An dieser Stelle sei allerdings nochmals darauf hingewiesen, dass Kondome generell die Infektionsgefahr durch HPV deutlich vermindern, aber keinen vollständigen Schutz garantieren.

### Immunsuppression
Personen, die mit Medikamenten behandelt werden, welche das Immunsystem unterdrücken sollen (Immunsuppression), wie beispielsweise bei Krebs, Organtransplantation oder Lupus erythematodes, sind ebenfalls für eine derartige Infektion anfällig, da Immunsuppressiva eine aktivere Replikation der Papillomaviren in der ganzen Haut ermöglichen.

### Behandlungsmethoden ohne nachgewiesene Wirkung
Neben den anerkannten Behandlungsmethoden werden auch alternative Medikamente angeboten. Insbesondere Thuja- oder Teebaumöl werden positive Effekte nachgesagt. Ebenso werden im Internet mehrere pflanzliche Salben und Lösungen angeboten, deren Wirksamkeit niemals in wissenschaftlichen Untersuchungen nachgewiesen wurde.

### Ausblick
- Mehrere therapeutische Impfungen gegen HPV befinden sich in frühen klinischen Testphasen. Dabei steht insbesondere die Therapie von Dysplasien, die durch Hochrisikotypen verursacht werden, im Mittelpunkt des Interesses. Allerdings wird auch an therapeutischen Impfstoffen gegen Niedrigrisikotypen, die Condylomata acuminata auslösen, geforscht.[32] Im Gegensatz zu dem einzigen verfügbaren Impfstoff gegen Feigwarzen (Gardasil), der die L1-Kapsid-Proteine der HPV-Typen 6, 11 (Low Risk) und 16, 18 (High Risk) enthält und nur prophylaktischen Schutz bietet, enthalten die therapeutischen Impfstoffe zumeist die tumorexprimierten Proteine E1, E2, E6 oder E7 und regen daher das Immunsystem dazu an, bereits infizierte Zellen abzustoßen. Einzige Ausnahme ist die experimentelle therapeutische Impfung gegen Genitalwarzen, welche in Australien und der Volksrepublik China erforscht wird (siehe nächster Punkt).
- In einer klinischen Phase-2-Studie an der University of Queensland (Australien) in Zusammenarbeit mit dem Wenzhou Medical College (China) sollte geklärt werden, ob eine Immunisierung mit L1 VLPs ohne Adjuvans einen therapeutischen Effekt auf HPV-Infektionen hat. In einer Pilotstudie aus dem Jahr 1999[33] führte die Immunisierung mit L1-VLPs zu einer kompletten Rückbildung der Warzen bei ca. 75 % der Studienteilnehmer innerhalb von 20 Wochen. Daraus schlossen die Wissenschaftler, dass eventuell auch das Protein L1 für eine therapeutische Impfung geeignet ist. Das in Gardasil® verwendete Adjuvans Aluminium scheint aber die für eine therapeutische Wirkung nötigen zytotoxischen Effekte zu verhindern.[34] Die Studie sollte im April 2008 enden, Ergebnisse sollten voraussichtlich gegen Ende desselben Jahres veröffentlicht werden. Eine Markteinführung wurde geschätzt wäre bei positiven Studienergebnissen frühestens 2012 zu erwarten.[35] Im Jahr 2018 waren therapeutische Impfungen noch immer in Entwicklung.[36]
- 2010 wurde eine Phase-III-Studie zur Wirksamkeit von niedrigdosiertem Cyclophosphamid (7 Tage 50 mg/d) nach erfolgter Laser-Therapie beendet. Es zeigte sich eine komplette Remission und ein Ausbleiben von Rezidiven.[37]

## Vorbeugung
Wirksamste Vorbeugung gegen eine Infektion sind Enthaltsamkeit und die Impfung. Safer Sex bietet keinen vollständigen Schutz, verringert die Gefahr einer Ansteckung jedoch deutlich. Der prophylaktische HPV-Impfstoff Gardasil gegen die HPV-Typen 6, 11, 16 und 18 – von der amerikanischen Arzneimittelbehörde (FDA) in den USA im Juni 2006, von der europäischen Arzneimittelagentur im September 2006 in der EU zugelassen – schützt nach den bislang vorliegenden Untersuchungen zu 100 % vor einer Infektion mit den genannten Virentypen. Jungen im Alter von 9 bis 15 Jahren entwickelten nach Impfung eine Immunität. Der quadrivalente Impfstoff wurde in einer Studie mit 4.065 Jungen und Männern im Alter von 16 bis 26 Jahren als effektiv beurteilt. Für homosexuelle Männer läuft eine weltweite klinische Studie zur Vorbeugung vor Geschlechtskrankheiten, insbesondere Feigwarzen, ferner Studien mit dem HPV-Impfstoff. Ziel ist eine Schutzimpfung zur Vorbeugung gegen Anal- und Peniskrebs, deren Entstehung ebenfalls mit Infektionen durch HPV in Verbindung gebracht wird. Aufgrund des Übertragungsweges besteht für homosexuelle Männer ein erhöhtes Risiko, ein Analkarzinom zu entwickeln.
Alle HPV-Impfstoffe wirken vorbeugend; eine bereits bestehende HPV-Infektion kann nicht behandelt oder gar beseitigt werden. Die Erstimmunisierung sollte daher vor dem ersten Geschlechtsverkehr abgeschlossen sein, da die Impfung offenbar keinen Einfluss auf bereits bestehende Infektionen hat. Eine abschließende Beurteilung der Wirksamkeit sowie der Verträglichkeit ist wie bei allen neuen Medikamenten und Verfahren nicht möglich, Nebenwirkungen scheinen bislang allerdings keine Rolle zu spielen. Unklar ist, wie lange ein solcher Impfschutz anhalten wird. Bislang wird eine Grundimmunisierung mit drei Impfungen im Abstand von null, zwei und vier bis sechs Monaten empfohlen, Richtlinien zur Impfauffrischung gibt es nicht, da Langzeitstudien zum Verlauf der Schutzwirkung über die gesamte Lebensspanne gesehen zwangsläufig fehlen. Da die Impfung nicht gegen alle HPV-Typen wirkt, sollten aber auch geimpfte Frauen die Vorsorgeuntersuchungen gegen Gebärmutterhalskrebs (ab 20 Jahren) auf jeden Fall nutzen.
2011 wurden erste Daten nach Einführung eines flächendeckenden Impfprogramms mit einem quadrivalenten Impfstoff publiziert. Das Programm wurde 2007 in Australien etabliert. Die Impfquote liegt dort bei 80 bis 90 Prozent. Bereits drei Jahre nach Beginn der Impfkampagne sind die behandlungsbedürftigen Krebsvorstufen bei Mädchen unter 18 Jahren um 59 Prozent zurückgegangen.